# هيلين فورد
هيلين فورد (بالإنجليزية: Helen Ford)‏ هي ممثلة أمريكية، ولدت في 6 يونيو 1894 في الولايات المتحدة، وتوفيت في 19 يناير 1982 بغلينديل في الولايات المتحدة.

## أعمال

### أفلام
- (1971) برتقالة آلية[4]

## وصلات خارجية
- هيلين فورد على موقع IMDb (الإنجليزية)
- هيلين فورد على موقع قاعدة بيانات برودواي على الإنترنت (الإنجليزية)
- هيلين فورد على موقع قاعدة بيانات الفيلم (الإنجليزية)